# Saint-Saturnin-lès-Apt
Saint-Saturnin-lès-Apt é uma comuna francesa na região administrativa da Provença-Alpes-Costa Azul, no departamento de Vaucluse. Estende-se por uma área de 75,79 km². Em 2010 a comuna tinha 2 914 habitantes (densidade: 38,4 hab./km²).